# A veszteség 7 fajtája
A veszteségek állandó keresése, elemzése és eltávolítása a lean vállalat egyik legfontosabb tevékenysége. Veszteségnek számít mindazon tevékenység, amely közvetlenül nem állít elő a vevő számára értéket. Ezen tevékenységeket tovább kell osztályozni szükségtelen, megszüntetendő és az értékteremtést támogató, meg nem szüntethető kategóriákba. Az első csoportba tartozik a muda, mura és muri, a másodikba kerülnek például a folyamatok irányítását, felügyeletét szolgáló folyamatok.
A 7 veszteség kategóriát Taiichi Ohno állította össze. A kategóriák segítenek a folyamatokban lévő veszteségek azonosításában. A veszteségek 7 fajtáját 7 mudának is nevezik. Azért szokták általában ebben a sorrendben felsorolni, mert az angol kezdőbetűket kiolvasva TIM WOOD (Transport; Inventory; Movement; Waiting; Overproduction; Overprocessing; Defects) nevet kapjuk. A veszteséget pazarlásnak is nevezzük, ami talán kifejezőbb, de egyelőre nem terjedt el szélesebb körben. Ahogy ez lenni szokott, egyre újabb veszteségtípusok tűnnek fel. Ezek nagy része sehogy sem illeszkedik az eredeti 7 veszteség közé, és gyakran a meglévő alapveszteségek okozatai. Azonban a 7 veszteségen túl ma már nyolcadik veszteségként meg szokták említeni a dolgozók kihasználatlan kreativitását is.

## Anyagmozgatásból eredő veszteség
Az üzemen belüli anyagmozgatás fontos része a termelés kiszolgálásának, de a vevő szempontjából teljes egészében veszteség, mivel nem ad értéket a termékhez. Azt az anyagmozgatás jelent veszteségnek, amely több, mint az a minimális mozgatás, amire a termelés fenntartásához feltétlenül szükség van. A különálló munkahelyek közötti anyagmozgatási veszteséget könnyen megszüntethetjük a munkahelyek áthelyezésével. Az üzemek, üzemrészek közötti anyagmozgatási műveletek során keletkező veszteséget egyszerűen szállítási veszteségnek is nevezhetjük.

## Készletben rejlő veszteség
A folyamatok biztonságos működtetéséhez szükséges minimális készletnél nagyobb mennyiség. A készlet kényelmet nyújt a vállalatnak, hiszen megnövekedett vevői igény esetén sem szükséges azonnali reakció, mivel van honnan kielégíteni a fogyasztó szükségletét. A tárolás és készletkezelés nemhogy nem ad értéket a termékhez, de jelentős költségei is vannak, a készlet a vállalat szempontjából lekötött tőkét takar.

## Mozdulatokban rejlő veszteség
Az ember minden olyan mozgása, amely a darabok/eszközök/információk mozgatására irányul (egyik munkahelytől a másikig, egyik telephelyről a másikra), mivel eközben nem történik olyan tevékenység, amely a vevő számára értéket teremtene. Ide sorolható az összes olyan mozdulat, amely nem ad értéket a termékhez, illetve minden értékteremtő, de nem optimális mozdulatsor veszteséget okoz (pl. a séta). Az anyagmozgatási veszteséghez hasonlóan, itt is a minimálisan szükséges mozgáson túlmutató mozdulatok számítanak veszteségnek.
A vállalat érdeke, hogy a gépeket egymáshoz minél közelebb helyezkedjenek el, szem előtt tartva a biztonságtechnikai, munkavédelmi, technológiai és egyéb előírásokat. A mozdulatokban rejlő veszteségekre jó példa ha dolgozó az anyagot az egyik kezével megfogja, majd átteszi a másik kezébe.

## Várakozásból fakadó veszteség
Várakozásból fakadó veszteség, ha a rosszul meghatározott munkafolyamat miatt várakozni kell, amíg a gép végez a feladatával, vagy ha a gyártósor kiegyensúlyozatlansága miatt az operátorok egymásra várnak. A géphiba vagy az anyaghiány miatti várakozást szintén idesoroljuk. A szolgáltatásoknál ezzel a veszteséggel találkozunk leggyakrabban. Várakozási idők mindig ott keletkeznek, ahol az emberek vagy a gépek a munkafolyamat vagy munkaterület adottságai, tervezési illetve irányítási problémák miatt tevékenységük végrehajtásában akadályozva vannak, és ezalatt a szükséges tevékenységekhez nem tudnak hozzáfogni (mert hiányzik az információ, az alapanyag, a félkész termék, a végtermék, stb.).

## Túltermelésből adódó veszteség
Túltermelésből adódó veszteség akkor jön létre, amennyiben a  termékeket, szolgáltatásokat és az információkat nagyobb mennyiségben hozza létre a vállalat, mint azt vevők igényelnék. Ez a veszteség egy hibás szemléletmód következménye, a JIT-elvek alapján ugyanis legalább akkora hiba többet termelni a szükségesnél, mint kevesebbet. Ha bármiből is többet gyárt a vállalat, az a lehető legrosszabb veszteség, ugyanis a túltermelés eredményeként jelentkező felesleges készlet maga után vonja az összes többi veszteséget. Ezenkívül másik negatív hatása, hogy elfedi a problémákat. Ugyanis ha előre termeltünk, észre sem fogjuk venni, hogy megállt egy gép, vagy ha észrevesszük, semmi okunk nem lesz rá, hogy minél hamarabb és véglegesen orvosoljuk a problémát. A túltermelés okozta készletek kényelmet nyújt, ami megakadályozza termelési rendszer folyamatos fejlődését.

## Felesleges tevékenységek végzése miatti veszteség
Minden olyan tevékenység feleslegesnek tekinthető, amely nem juttatja közelebb a terméket a vevő által elvártakhoz. Ilyen lehet az előző tevékenységek minőségének folyamatos ellenőrzése, annak érdekében, hogy a saját munkánkat elvégezhessük. Feleslegesek azok a tevékenységek, amelyeket a rossz folyamat- vagy géptervezés eredményeképpen szükségtelenül végez el vállalat.
Van ennek a veszteségnek egy olyan értelmezése is, miszerint ha az elvártnál jobban végzi a vállalat, mint amire a vevő igényt tart, az is veszteség, hiszen a vevő nem fog érte többet fizetni. Idetartozik a szükségesnél jobb minőség létrehozása.
Ebbe a kategóriába sorolható még az irodai folyamatoknál jól ismert felesleges papírmunka is. Tipikus probléma, hogy a dolgozók munkaidejük jelentős részét olyan iratok létrehozására fordítják, amit senki semmire nem fog felhasználni.

## Javításból eredő veszteség
A javításból eredő veszteségek közé tartoznak azok a veszteségek, amelyeket hibás termékek vagy szolgáltatások előállítása illetve a hiba utólagos észlelése, majd a hiba kijavítása von maga után.
A hibás termékek akadályozzák a JIT működtetését is. Rosszabb esetben a termék hibája csak a vevőnél derül ki, ami a bizalom elvesztését eredményezheti, és sokkal nagyobb költséggel is jár.